# Liste des épisodes de Daria

Cette page présente la liste des épisodes de la série télévisée d'animation américaine Daria.  Elle se compose d'un pilote, de 65 épisodes et de deux épisodes spéciaux.
L'intégralité de la série est disponible en coffret DVD zone 1, dépourvu de version française, sorti en mai 2010. Aucune édition zone 2 et/ou avec doublage en français n'est disponible à ce jour.[Quand ?]

## Liste des saisons
| Saison | Épisodes | Diffusion       | Diffusion       | Sortie DVD  | Sortie DVD |
| Saison | Épisodes | Début de saison | Fin de saison   | Zone 1      | Zone 2     |
| ------ | -------- | --------------- | --------------- | ----------- | ---------- |
| 1      | 13       | 3 mars 1997     | 21 juillet 1997 | 11 mai 2010 | NC         |
| 2      | 13       | 16 février 1998 | 3 août 1998     | 11 mai 2010 | NC         |
| 3      | 13       | 24 février 1999 | 18 août 1999    | 11 mai 2010 | NC         |
| 4      | 13       | 25 février 2000 | 2 août 2000     | 11 mai 2010 | NC         |
| 5      | 13       | 19 février 2001 | 25 juin 2001    | 11 mai 2010 | NC         |

## Pilote non-diffusé
Un épisode pilote de 5 minutes, non diffusé, a été réalisé à partir des dessins de storyboard en noir et blanc. Il n'a jamais été doublé en français.
Sealed with a Kick

## Première saison (1997)
Diffusée aux États-Unis entre le 3 mars et le 21 juillet 1997, cette saison comprend treize épisodes :
1. Les Égocentriques (Esteemsters)
2. Frime, Mensonge et Parano (The Invitation)
3. Très chère fac (College Bored)
4. Le Café des poètes disparus (Cafe Disaffecto)
5. Piège Commercial (Malled)
6. Un modèle à ne pas suivre (This Year's Model)
7. Des souris et des mômes (The Lab Brat)
8. Les Délices du baby-sitting (Pinch Sitter)
9. Belle à tout prix (Too Cute)
10. L'Affaire Morgendorffer (The Big House)
11. Sur la route de Palooza (Road Worrier)
12. Nature, Sweet Nature (The Teachings of Don Jake)
13. La Nana déprimée (The Misery Chick)

## Deuxième saison (1998)
Diffusée aux États-Unis entre le 16 février et le 3 août 1998, cette saison comprend treize épisodes :
1. Chef-d'œuvre en péril (Arts'n Crass)
2. Une sortie très éducative (The Daria Hunter)
3. Super cerveau (Quinn the Brain)
4. Gai, gai marions-nous (I Don't)
5. Douce nostalgie (That Was Then, That Is Dumb)
6. Dur, dur d'être une star (Monster)
7. Brève rencontre (The New Kid)
8. Chez les surdoués (Gifted)
9. Rouge tomate (Ill)
10. Une fête parfaite (Fair Enough)
11. Rien ne sert de courir (See Jane Run)
12. Les Joies du piercing (Pierce Me)
13. La Fureur d'écrire (Write Where it Hurts)

## Troisième saison (1999)
Diffusée aux États-Unis entre le 17 février et le 18 août 1999, cette saison comprend treize épisodes :
1. Lentilles ou lunettes ? (Through a Lens Darkly)
2. Une semaine de bonté (The Old and the Beautiful)
3. Les Jours de fête (All-Holiday Show)
4. Grand bal du lycée (Daria Dance Party)
5. Une visite incognito (The Lost Girls)
6. Un travail à la noix (It Happened One Nut)
7. Daria ! (Daria! )
8. Joyeuses familles (Lane Miserables)
9. Cœur et rancœur (Jake of Hearts)
10. Roulez jeunesse ! (Speedtrapped)
11. Les « Daria files » (The Lawndale File)
12. On nous mène en bateau (Just Add Water)
13. Multimédia, multirisques (Jane's Addition)

## Quatrième saison (2000)
Diffusée aux États-Unis entre le 25 février et le 2 août 2000, cette saison comprend treize épisodes :
1. Les Joies du tandem (Partner's Complaint)
2. Les autres, la Nature et moi (Antisocial Climbers)
3. La Métamorphose de K (A Tree Grows in Lawndale)
4. Faisons un rêve (Murder, she Snored)
5. Fiasco ? … Bingo (The F Word)
6. La Folle farandole (I Loathe a Parade)
7. Mon père, ce fardeau (Of Human Bonding)
8. Psychothérapie familiale (Psycho Therapy)
9. Courses infernales (Mart of Darkness)
10. Chair de poule (Legends of the Mall)
11. Un ange passe (Grouped by an Angel)
12. Au feu ! (Fire!)
13. Art déco (Dye! Dye! My Darling)

### Épisode spécial
Cette saison est complétée d'un épisode spécial de 72 minutes, diffusé le 27 août 2000 aux États-Unis. Il suit les personnages durant les vacances d'été entre les saisons 4 et 5.
1. Vivement la rentrée (Is It Fall Yet?)

## Cinquième saison (2001)
Diffusée aux États-Unis entre le 19 février et le 25 juin 2001, cette saison comprend treize épisodes :
1. Jackpot (Fizz Ed)
2. Ça se fête (Sappy Anniversary)
3. Grosse comme moi (Fat Like Me)
4. Agoraphobie (Camp Fear)
5. Mauvaise nouvelle (The Story of D)
6. Piqués de grève (Lucky Strike)
7. À l'ombre des tournesols (Art Burn)
8. Les Affinités sélectives (One J at a Time)
9. Rétro-actif (Life in the Past Lane)
10. Les trois sœurs (Aunt Nauseam)
11. La Bourse ou l'intégrité (Prize Fighters)
12. Ma nuit chez Daria ! (My Night at Daria's)
13. C'est mon choix ! (Boxing Daria)

### Épisode spécial
Cette saison est complétée d'un épisode spécial de 66 minutes, diffusé le 21 janvier 2002 aux États-Unis. Il suit les personnages durant les dernières semaines de lycée et leur inscription à l'université. Il conclut la série.
1. Adieu le lycée (Is It College Yet?)